# Horistomyia leucophaea
Horistomyia leucophaea är en tvåvingeart som först beskrevs av Frederick Askew Skuse 1890.  Horistomyia leucophaea ingår i släktet Horistomyia och familjen småharkrankar. Inga underarter finns listade i Catalogue of Life.